# Gehofen
Gehofen est une commune allemande de l'arrondissement de Kyffhäuser, Land de Thuringe.

## Géographie
Gehofen se situe au sud de la Goldene Aue, non loin de l'Unstrut.
|            | Kalbsrieth | Roßleben |
| Reinsdorf  | Gehofen    | Nausitz  |
| Heldrungen |            |          |

Gehofen se trouve sur la ligne de Naumbourg à Reinsdorf.

## Histoire
Fondé probablement par des Francs vers 600, Gehofen est mentionné pour la première fois en 782 sous le nom de Hovun.

## Personnalités liées à la commune
- Ernst Albrecht von Eberstein (1605-1676), commandant en chef lors de la guerre de Trente Ans
- Hermann Kellermann (1887–1954), homme politique communiste

## Source, notes et références
- (de) Cet article est partiellement ou en totalité issu de l’article de Wikipédia en allemand intitulé « Gehofen » (voir la liste des auteurs).